# Elecciones generales de Bonaire de 2011
Elecciones generales tuvieron lugar en Bonaire el 2 de marzo de 2011.

## Resultados
| Partido                             | Votos  | %     | Escaños | +/–   |
| ----------------------------------- | ------ | ----- | ------- | ----- |
| Unión Patriótica de Bonaire         | 3 040  | 40,29 | 4       | –1    |
| Partido Democrático de Bonaire      | 2 513  | 33,31 | 3       | –1    |
| Movimiento Libre de Bonaire         | 821    | 10,88 | 1       | Nuevo |
| Unión Pro Hustistia                 | 650    | 8,61  | 1       | Nuevo |
| Soleana                             | 521    | 6,91  | 0       | –     |
| Votos en blanco/nulos               | 130    | –     | –       | –     |
| Total                               | 7 675  | 100   | 9       | 0     |
| Electores registrados/participación | 10 174 | 75,44 | –       | –     |
| Fuente: The Daily Herald Kiesraad   |        |       |         |       |